# Jekermish
 Jekermish est un atabeg de Mossoul de 1102 à 1107. Il ne tenta pas d’actions contre les Francs, à l’exception de Baudouin du Bourg, comte d'Édesse, qui était son voisin.

## Biographie
En 1102, il est gouverneur de Jazîrat ibn ’Omar, au bord du Tigre alors que la ville de Mossoul est disputé entre les lieutenants de Kerbogha, qui vient de mourir. Ce dernier avait désigné son lieutenant Sonqorja pour lui succéder, mais les notables préféraient un autre notable, Mûsâ le Turcoman et l’appelèrent. Pensant que Mûsâ venait lui prêter allégeance, Sonqorja l’accueille, puis le quiproquo dégénère en querelle au cours de laquelle Sonqorja est tué par un fidèle de Mûsâ. 
C’est à ce moment que Jekermish, soutenu par l’émir seldjoukide Barkiyârûk, tente de s’emparer de Mossoul. Il prend d'abord Nisibe, puis assiège Mossoul, mais Mûsâ est secouru par Soqman ibn Ortoq, émir de Mardin, et Jekermish doit lever le siège. Peu après, Mûsâ est assassiné et Jekermish s'installe à Mossoul. En 1103, la guerre fait rage entre les sultans seljoukides Barkiyârûk et son frère Muhammad Ier et finit par un partage en janvier 1104, où Muhammad reçoit la Mésopotamie, tandis que Barkiyârûk contrôle la Perse. Au printemps 1104, les francs Baudouin II d'Édesse, Bohémond de Tarente et Tancrède de Hauteville s'avancent dans le nord de la Mésopotamie et assiègent Harran. La ville n'a que peu d'importance, mais si elle tombe, elle peut servir de base à des attaques franques sur Mossoul et éventuellement Bagdad. Jekermish et Soqman ibn Ortoq, qui se font alors la guerre se réconcilient pour faire front commun, remportent la bataille de Harran le 7 mai 1104 et capturent Baudouin d'Édesse et Josselin de Courtenay. Mais les deux alliés se brouillent immédiatement et ne peuvent exploiter leur succès,. Pendant quinze jours en juin 1104, Jekermish assiège en vain Édesse.
Le sultan Muhammad Ier cherche à faire valoir sa suzeraineté sur Mossoul, mais Jekermish, prétextant qu'il tient son fief de Barkiyârûk, refuse de se soumettre, et Muhammad assiège la ville. Barkiyârûk meurt en janvier 1105 et Jekermish accepte de reconnaître Muhammad, et ce dernier renonce à sévir, pressé de partir en Perse recueillir le territoire de son frère. Au printemps 1106, une coalition de princes musulmans formée de Ridwan d'Alep, Il Ghazi ibn Ortoq et Albî ibn Arslântâsh, gendre de Jekermish, se réunit et projette d'attaquer la principauté d'Antioche, quand Il-Ghazi juge préférable d'éliminer Jekermish. Les alliés assiègent alors Nisibin, une ville importante de Jekermish, qui ne s'en tire que par la ruse en brouillant Ridwan et Il-Ghazi.
Jekermish commence à montrer des velléités d’indépendance et néglige de verser le tribut au sultan Muhammad Ier qui, mécontent, lui retire Mossoul et nomme à sa place un de ses officiers, Jâwali Saqâwâ. Ce dernier se met en campagne pour conquérir son fief et défait Jekermish au bord du Tigre. Cependant, les habitants de Mossoul, fidèle à leur atabeg qui les avait gouverné sagement et craignant la cruauté de Jawâli, refusent de lui ouvrir les portes et appellent à leur aide Kılıç Arslan Ier, sultan de Roum. Furieux, Jawalî exécute Jékermish et lève le siège.

### Sources
- René Grousset, Histoire des croisades et du royaume franc de Jérusalem - I. 1095-1130 L'anarchie musulmane, Paris, Perrin, 1934 (réimpr. 2006), 883 p.
- Amin Maalouf, Les Croisades vues par les Arabes, J’ai lu, 1983 (ISBN 978-2-290-11916-7)